# District historique d'Hurley
Le district historique d'Hurley, en anglais Hurley Historic District, est un district historique situé à Hurley dans le comté d'Ulster, dans l'État de New York (États-Unis). Classé National Historic Landmark depuis 1961, il comprend une dizaine de maisons en pierre datant du XVIIIe siècle sur environ un km², le long de la Route 209. Il offre des exemples d'architecture civile hollandaise coloniale, même si les maisons ne sont pas aussi anciennes que celle du Huguenot Street District historique à New Paltz.